# Internacional Liberal
La Internacional Liberal es una organización internacional de partidos liberales. Su sede central está ubicada en Londres, Inglaterra, en las oficinas del Club Liberal Nacional. Fue fundada en Oxford en 1947, y se ha convertido en una importante red para partidos liberales y para el fortalecimiento de la democracia liberal en el mundo. El Manifiesto de Oxford describe los principios políticos básicos de la Internacional Liberal.

## Objetivos de la Internacional Liberal
La constitución de la Internacional Liberal (2005) describe sus propósitos como:

Obtener la aceptación general de los principios liberales que son internacionales en su naturaleza a través del mundo, y fomentar el crecimiento de una sociedad libre basada en la libertad personal, la responsabilidad personal y la justicia social, y proporcionar los medios para la cooperación y el intercambio de la información entre los miembros de la organización, y entre los hombres y las mujeres de todos los países que aceptan estos principios.

Los principios que unen a los partidos de la Internacional Liberal son: los derechos humanos, las elecciones libres y justas y la democracia multipartita, la justicia social, la tolerancia, la economía de libre mercado, el libre comercio, la sostenibilidad medioambiental y un fuerte sentido de la solidaridad internacional.
Los principios de la Internacional Liberal también incluyen una serie de siete manifiestos redactados entre 1946 y 1997 y que son fomentados en las diversas conferencias anuales de partidos liberales.

## Miembros

### Partidos observadores
- Austria - NEOS – La Nueva Austria y Foro Liberal

- Birmania - Liga Nacional para la Democracia
- Bosnia y Herzegovina - Partido Liberal Democrático
- Brasil - Grupo Brasileño de la Internacional Liberal
- Camboya - Movimiento de Rescate Nacional de Camboya
- Chipre - Demócratas Unidos
- Colombia - Partido Social de Unidad Nacional (Partido de la U)
- Comoras - Alianza Nacional por las Comoras
- Croacia - Asamblea Democrática de Istria
- España - Partido Libertario
- Etiopía - Partido Democrático Etíope
- Guatemala - Podemos
- Indonesia - Partido Demócrata
- Irlanda - Fianna Fáil
- Italia - Grupo Italiano de la Internacional Liberal
- Malasia - Partido del Movimiento Popular de Malasia, Partido de la Justicia del Pueblo
- Mali - Partido Ciudadano por la Renovación
- Moldavia - Partido Liberal Reformador
- Montenegro - Partido Liberal
- Mozambique - Partido por la Paz, Desenvolvimiento y Democracia
- República Democrática del Congo - Unión por la Reconstrucción del Congo
- Serbia - Partido Liberal Demócrata
- Singapur - Partido Democrático de Singapur
- Ucrania - Ucrania del Futuro
- Venezuela - Vente Venezuela

### Organizaciones de cooperación
- Renovar Europa (ALDE)
- Alianza de Liberales y Demócratas por Europa en la Asamblea Parlamentaria del Consejo de Europa (ALDE-APCE)
- Federación Internacional de Juventudes Liberales (IFLRY)
- Red Internacional de Mujeres Liberales
- Partido Europeo Liberal Demócrata Reformista
- Red Liberal de África
- Consejo de Liberales y Demócratas Asiáticos
- Fundación Friedrich Naumann para la Libertad
- Fundación Dr. Y. Foerder
- Fundación Luigi Einaudi
- Centro Liberal Internacional de Suecia
- Neue Zürcher Zeitung
- Instituto Nacional Demócrata, organización con lazos con el Partido Demócrata
- Red Liberal de América Latina
- Federación Liberal Árabe